# Christa Partsch
Christa Partsch (* 4. Juli 1926 in Salzwedel; † 4. April 2002) war eine deutsche Buchbinderin und Lyrikerin.

## Werdegang
Christa Partsch absolvierte von 1942 bis 1945 eine Lehre als Buchbinderin an der Kunstschule der Stadt Halle, die während der Zeit des Dritten Reiches als Handwerkerschule geführt wurde. Nach dem Krieg studierte sie bis 1948 an der wiedergegründeten Kunstschule, zu ihren Lehrern gehörte Gustav Weidanz.
1950 legte sie ihre Meisterprüfung als Kunstbuchbinderin ab und kehrte in ihre Heimatstadt Salzwedel zurück, wo sie zwei Jahrzehnte lang in eigener Werkstatt arbeitete. 1971 siedelte sie nach Weißenfels über, wo sie in der Werkstatt ihres Ehemanns, des Buchbindermeisters Gustav Partsch (1921–1992), mitarbeitete. 1973 wurde sie Mitglied im Verband Bildender Künstler der DDR.
Seit 1981 schrieb Partsch Gedichte, die sie in gelegentlichen Lesungen vorstellte. Ihr erster Lyrikband, Orfeo. Gedichte zwischen Tod und Leben, erschien 1994 im Verlag Janos Stekovics. Ihm folgten einige weitere Bände, zuletzt Herzgang (2001). Daneben publizierte sie in Anthologien, Zeitungen und Zeitschriften.
Partsch war Initiatorin und Vorstandsmitglied des am 25. März 1991 gegründeten Literaturkreis Novalis in Weißenfels. Von 1994 bis 1996 war sie Mitglied im Freien Deutschen Autorenverband, seit November 1996 im Förderkreis der Schriftsteller in Sachsen-Anhalt.

## Werke (Auswahl)
- Orfeo. Gedichte zwischen Tod und Leben, Halle: Verlag Janos Stekovics 1994
- Bronzeton. Gedichtauswahl 1984–1995, Halle: Verlag Janos Stekovics 1996
- Herzgang. Gedichte, Duisburg: Gilles & Francke Verlag 2001